# Toots Mondt
Joseph Raymond "Toots" Mondt (Wayne County (Iowa), 18 januari 1894 – aldaar, 11 juni 1976) was een Amerikaans professioneel worstelaar en promotor die de worstelindustrie revolutioneerde in begin het jaar 1920 en later de World Wide Wrestling Federation promootte.

## Prestaties
- Professional Wrestling Hall of Fame and Museum
  - (Class of 2008)

- Wrestling Observer Newsletter Hall of Fame
  - (Class of 1996)